# Rivière La Pause
Rivière La Pause är ett vattendrag i Kanada.   Det ligger i provinsen Québec, i den sydöstra delen av landet, 400 km nordväst om huvudstaden Ottawa.
I omgivningarna runt Rivière La Pause växer i huvudsak blandskog. Trakten runt Rivière La Pause är nära nog obefolkad, med mindre än två invånare per kvadratkilometer.